# Geher-Länderkampf der Männer 1983 Frankreich – BR Deutschland
| 8. Leichtathletik-Länderkampf mit bundesdeutscher Beteiligung 1983 | 8. Leichtathletik-Länderkampf mit bundesdeutscher Beteiligung 1983 |
| ------------------------------------------------------------------ | ------------------------------------------------------------------ |
|                                                                    |                                                                    |
| Geher-Vergleich der Männer: Frankreich – BR Deutschland            |                                                                    |
| Austragungsort                                                     | Bar-le-Duc                                                         |
| Wettbewerbe                                                        | 2                                                                  |
| Datum                                                              | 18./19. Juni                                                       |
| 1. FRA 2. FRG                                                      | 26 P 18 P                                                          |
| Chronik                                                            |                                                                    |
| ← FRA-FRG-BEL Geher (F)                                            | DNK-FRG Geher (F) →                                                |

Der achte Vergleich des Länderkampfjahres 1983 war eine Begegnung der männlichen Geher gegen Frankreich. Sie fand gleichzeitig mit dem Vergleich der Geherinnen gegen Frankreich und Belgien ebenfalls in der nordfranzösischen Stadt Bar-le-Duc statt. Das Aufeinandertreffen wurde mit einem Wettbewerb mehr als beim Wettkampf der Frauen am 18./19. Juni zweitägig ausgetragen. Die Begegnung fand als Zweiländerkampf zum siebten Mal statt, vier Mal hatte die Bundesrepublik gesiegt, zweimal hatte Frankreich gewonnen, darunter auch den letzten Vergleich im Vorjahr. Zuvor hatte es außerdem acht Länderkämpfe mit den französischen Gehern gegeben, an denen mit der Schweiz und zweimal auch zusätzlich mit Belgien weitere Nationen beteiligt waren. In allen diesen Wettkämpfen hatten die bundesdeutschen Vertreter vorne gelegen.

## Modus
Auf dem Programm standen wie üblich zwei Wettbewerbe, ein kürzerer über 20 Kilometer und ein längerer, in diesem Jahr ausgetragen über 50 Kilometer. Jede Nation konnte je Wettbewerb vier Geher stellen, von denen die drei Besten gewertet wurden. Die Punkte wurden wie folgt vergeben. 1. Platz: 7 Punkte / 2. Pl.: 5 P / 3. Pl.: 4 P / 4. Pl.: 3 P…

## Ergebnis
Im 20-km-Wettbewerb erreichten die drei gewerteten französischen Geher das Ziel komplett vor ihren bundesdeutschen Gegnern, womit Frankreich die Maximalpunktzahl sechzehn bekam. Auf der 50-km-Distanz war ebenfalls ein Franzose vorn. Hier folgten allerdings drei bundesdeutsche Vertreter auf den Rängen zwei bis vier, sodass die Bundesrepublik auf der langen Strecke mehr Punkte sammelte als Frankreich. In der Endabrechnung musste sich die bundesdeutsche Mannschaft jedoch mit achtzehn zu 26 Punkten ihren französischen Kontrahenten erneut geschlagen geben.

## Legende
Kurze Übersicht zur Bedeutung der Symbolik – so üblicherweise auch in sonstigen Veröffentlichungen verwendet:
| DNF | nicht im Ziel (did not finish) |

## Resultate

### 20-km-Straßengehen
| Platz | Athlet            | Land | Zeit (h) |
| ----- | ----------------- | ---- | -------- |
| 1     | Gérard Lelièvre   | FRA  | 1:28:40  |
| 2     | Martial Fesselier | FRA  | 1:30:40  |
| 3     | Jean Marie Neff   | FRA  | 1:30:41  |
| 4     | Jürgen Kauer      | FRG  | 1:32:33  |
| 5     | Franz-Josef Weber | FRG  | 1:33:17  |
| 6     | Torsten Zervas    | FRG  | 1:33:42  |
| 7     | Alain Lemercier   | FRA  | 1:34:28  |
| DNF   | Nils Brandt       | FRG  |          |

Datum: 18. Juni

### 50-km-Straßengehen
| Platz | Athlet              | Land | Zeit (h) |
| ----- | ------------------- | ---- | -------- |
| 1     | Dominique Guebey    | FRA  | 4:09:18  |
| 2     | Karl Degener        | FRG  | 4:12:16  |
| 3     | Walter Schwoche     | FRG  | 4:12:37  |
| 4     | Jürgen Meyer        | FRG  | 4:17:38  |
| 5     | Heinrich Schubert   | FRG  | 4:19:04  |
| 6     | Maurice Dumont      | FRA  | 4:22:34  |
| 7     | Denis Terraz        | FRA  | 4:23:32  |
| 8     | Jean Pierre Vernier | FRA  | 4:33:59  |

Datum: 19. Juni